# Wdecki Park Krajobrazowy

Położenie parku na mapie województwa kujawsko-pomorskiego

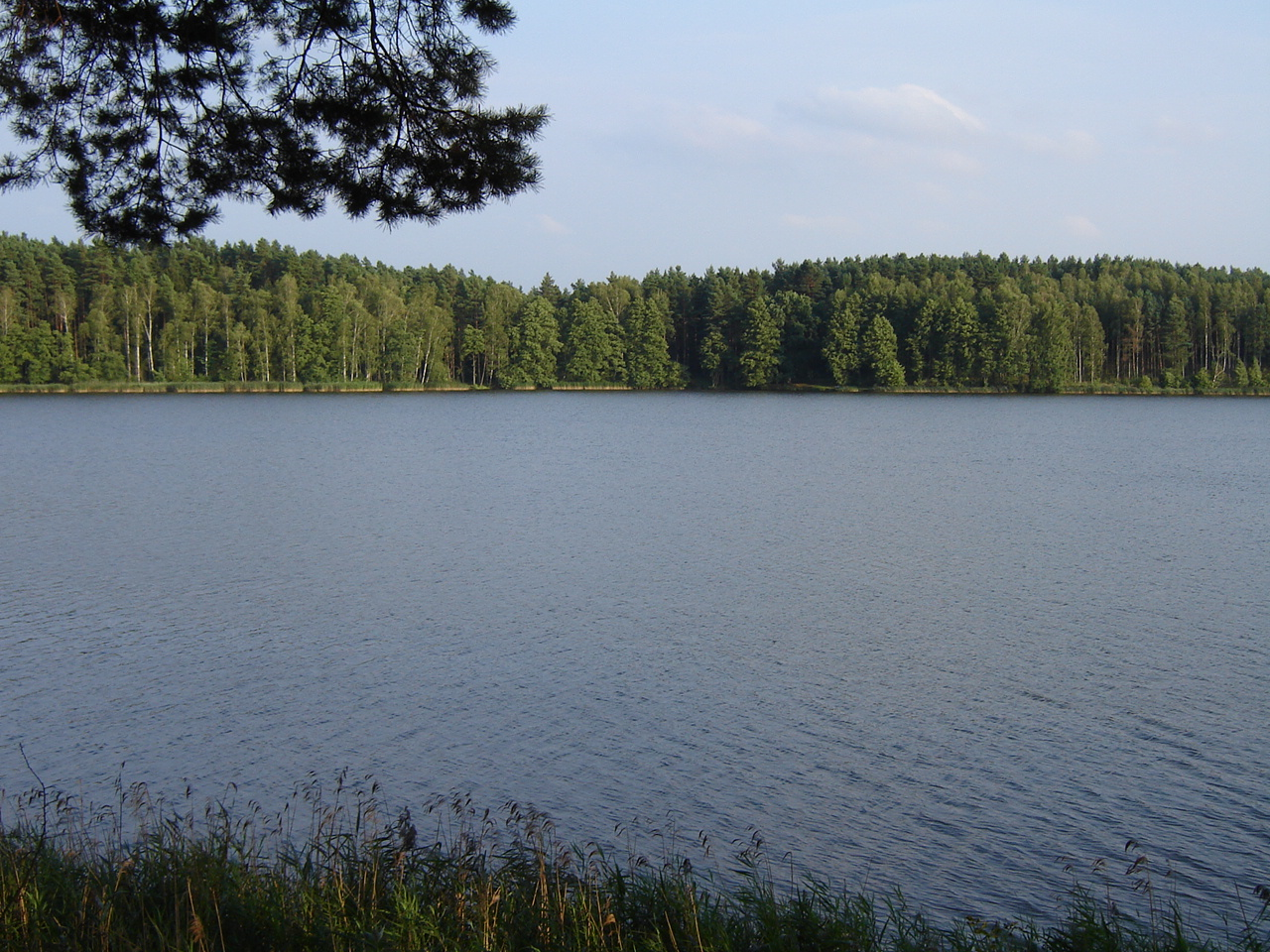
Jezioro Mukrz w Tleniu

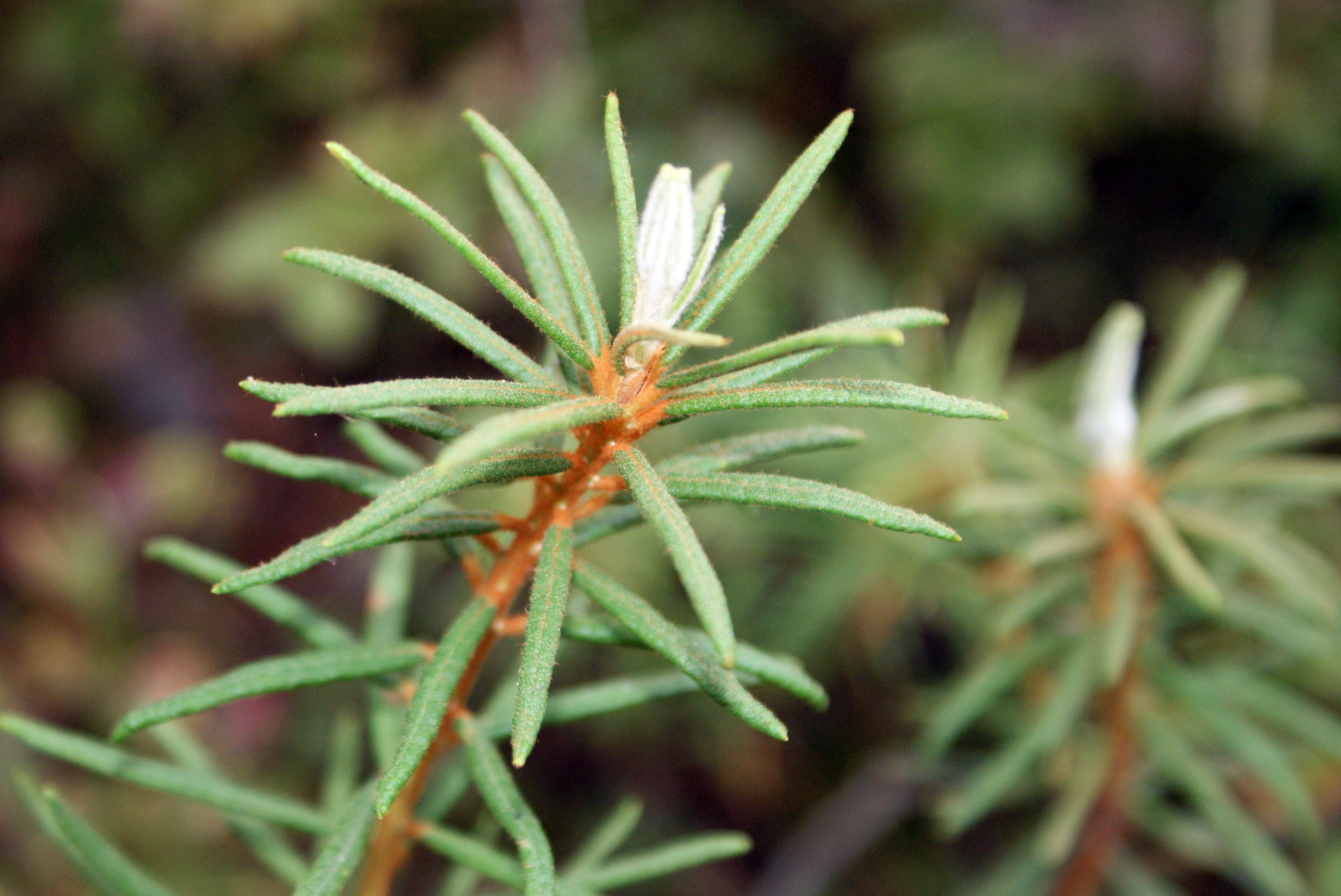
Stanowisko bagna zwyczajnego na terenie rezerwatu ścisłego Dury

Wdecki Park Krajobrazowy – jeden z młodszych polskich parków krajobrazowych. Został utworzony na mocy Rozporządzenia Nr 52/93 Wojewody Bydgoskiego z dnia 16 lutego 1993 r. Powierzchnia parku wynosi 19 177,24 ha, a jego otuliny – 4609,15 ha. Położony na Pojezierzu Południowopomorskim, w środkowo-wschodniej części Borów Tucholskich, w dorzeczu rzeki Wdy i jej dopływów Prusiny, Ryszki i Sobińskiej Strugi. Pod względem administracyjnym Wdecki Park Krajobrazowy znajduje się w całości na obszarze województwa kujawsko-pomorskiego. Swoim zasięgiem obejmuje dwa powiaty: świecki, w tym gminy Drzycim, Jeżewo, Lniano, Osie i Warlubie oraz powiat tucholski, w tym gminy Cekcyn i Śliwice (łącznie 7 gmin). Ok. 75% powierzchni parku oraz 59% jego otuliny leży na terenie gminy Osie. Siedziba Zarządu Wdeckiego Parku Krajobrazowego znajduje się w Osiu.

## Historia
Po wybudowaniu elektrowni wodnej w Żurze w 1930 r. w wyniku spiętrzenia Wdy i zalania ujściowych odcinków jej dopływów powstał Zbiornik Żurski o powierzchni 440 ha. Spowodowało to podniesienie poziomu wody i połączenie rzeki Wdy z dwoma zalanymi obniżeniami terenu, tj. obecnymi jeziorami Wierzchy i Mukrza. W ten sposób na Zalewie Żurskim powstały liczne, malownicze wyspy. Najbardziej znana z nich to Madera.
Po spiętrzeniu Wdy, ekosystem tego fragmentu Borów Tucholskich uległ zmianie. Stał się siedliskiem nowych gatunków roślin i zwierząt. Dzięki temu obszar ten zwiększył swoje walory turystyczne, zwłaszcza pod względem turystyki wodnej.
Park został utworzony dnia 16 lutego 1993 na podstawie Rozporządzenia Nr 52/93 Wojewody Bydgoskiego z dnia 16.02.1993 r. w sprawie powołania Wdeckiego Parku Krajobrazowego.

## Flora
Lasy stanowią ok. 70% powierzchni parku oraz 13% otuliny. W zdecydowanej większości są to zbiorowiska boru świeżego, z przewagą drzewostanu w postaci sosny zwyczajnej i brzozy brodawkowatej. Na szczególną uwagę wśród rozległych borów sosnowych zasługuje kępa dąbrowy z największym w Europie Środkowej skupiskiem jarzębu brekinii. Licznie reprezentowany jest także bór chrobotkowy oraz bór bagienny. W wyniku działalności człowieka las niegdyś o charakterze puszczańskim przekształcił się w typowy bór. Mimo tego w dolinach rzek i strumieni, na stromych zboczach rzecznych, w zagłębieniach pozostających stale pod wpływem wód powierzchniowych i gruntowych zachowały się lasy liściaste oraz niezwykle rzadkie torfowiska źródliskowe.
Na terenie Wdeckiego Parku Krajobrazowego występuje wiele interesujących gatunków roślin, m.in. pozostałości szaty roślinnej schyłku okresu lodowcowego:
- borówka bagienna
- bagno zwyczajne [5]
- mącznica lekarska

Runo leśne pokrywają unikatowe, chronione gatunki roślin, np.:
- wawrzynek wilczełyko
- lilia złotogłów

oraz wyjątkowo rzadkie porosty, np.:
- granicznik płucnik

Spotykane są również cenne gatunki roślin wpisane do Czerwonej Księgi, np.
- trzy gatunki rosiczek
  - długolistna 
  - okrągłolistna 
  - pośrednia
- storczyk plamisty
- wawrzynek wilczełyko
- lilia złotogłów
- turzyca bagienna
- orlik pospolity
- widłak jałowcowaty
- żurawina błotna
- cis pospolity

Od niedawna do listy rzadko spotykanych roślin występujących na terenie parku dopisano arcydzięgiel litwor  – spotykany głównie na terenach górzystych, m.in. w Sudetach i Karpatach.

## Fauna
Zróżnicowanie ekosystemu sprzyja występowaniu rzadkich, nawet w skali kraju, gatunków zwierząt.

### Ryby
W bogatej faunie występują ryby, m.in.:
- pstrąg potokowy
- lipień
- sum
- szczupak
- troć jeziorowa

### Płazy
Na terenie Wdeckiego Parku Krajobrazowego żyje poza tym 13 gatunków płazów, m.in.:
- traszka grzebieniasta
- grzebiuszka ziemna
- kumak nizinny
- rzekotka drzewna

### Gady
Wyróżniono 5 gatunków chronionych gadów:
- padalec pospolity
- jaszczurka zwinka
- jaszczurka żyworodna
- zaskroniec zwyczajny
- żmija zygzakowata

### Ptaki

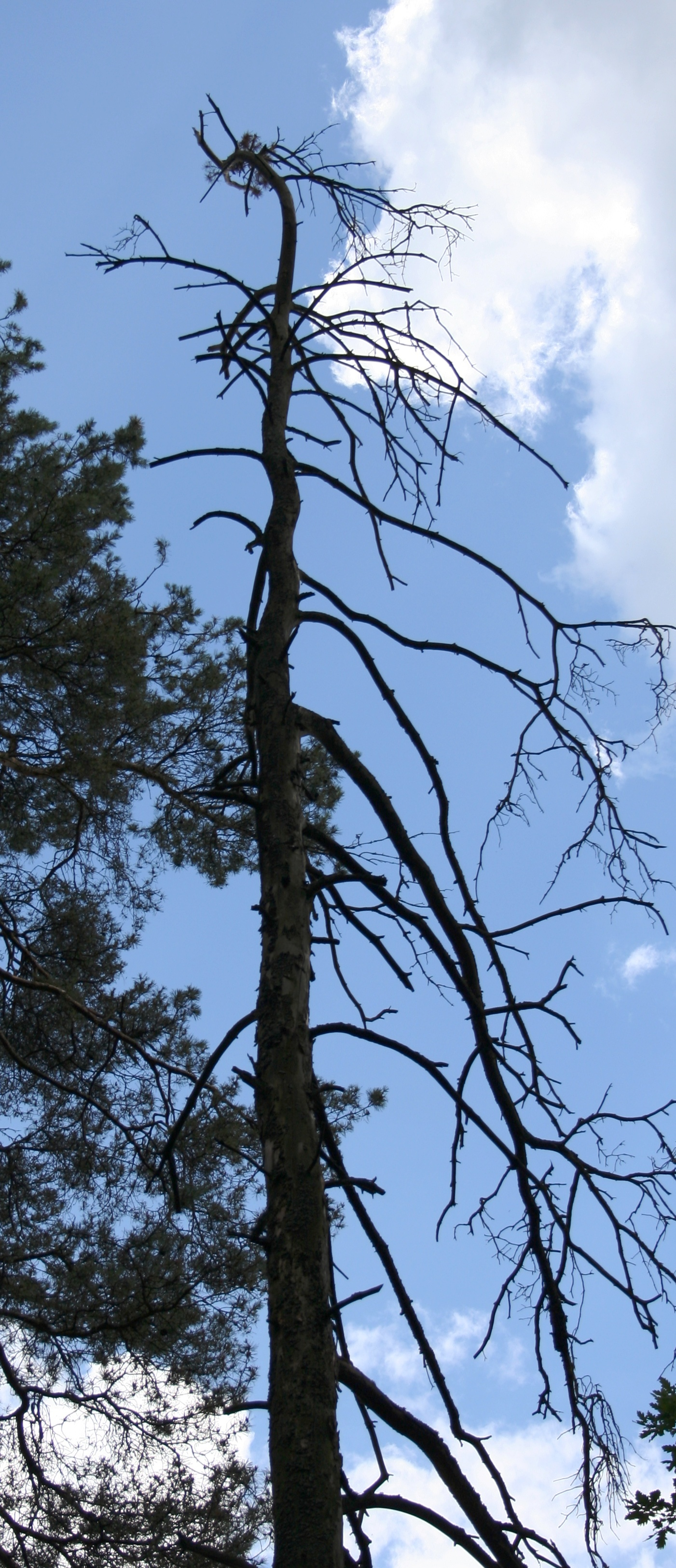
Posusz nad jeziorem Miedzno, miejsce bytowania bielika

Obszary podmokłe i bagniste stanowią dobre siedlisko dla wielu gatunków ptaków. Na terenie parku występuje 149 gatunków, z czego pod ochroną jest 113, w tym:
- bocian czarny
- gągoł
- bielik
- kropiatka
- biegus zmienny
- kania ruda
- zimorodek
- błotniak stawowy
- krogulec
- nurogęś

### Ssaki
Spośród 42 gatunków ssaków żyjących na terytorium Wdeckiego Parku Krajobrazowego, 16 objętych jest ochroną. Są to między innymi:
- bóbr europejski
- wydra
- ryjówka aksamitna
- nocek rudy
- borowiec wielki
- gacek wielkouch

Bory sosnowe zasiedlane są przez stosunkowo niewielką liczbę zwierząt kręgowych. Schronienie dla saren, jeleni, danieli i dzików stanowią więc lasy liściaste i mieszane.

## Pomniki przyrody

### Natura nieożywiona
| Nr  | Opis | Zdjęcie |
| --- | --- | ------- |
| 249 | W bliskim sąsiedztwie Wdeckiego Parku Krajobrazowego, na terenie gminy Drzycim, w okolicach miejscowości Leosia znajduje się Kamień św. Wojciecha, zwany również Diabelcem. Jest to jeden z największych głazów narzutowych na Pomorzu. Mierzy 24,5 m w obwodzie. W wykazie zinwentaryzowanych pomników przyrody figuruje pod numerem 249. Głaz leży w obrębie administracyjnym Nadleśnictwa Osie, ale prawnie jest własnością Skarbu Państwa. |         |
| 473 | Głaz narzutowy w Tleniu na terenie gminy Osie. Znajduje się w odległości kilku metrów od linii kolejowej nr 215, tuż za mostem kolejowym nad Wdą, na prawym brzegu Zalewu Żurskiego. W wykazie zinwentaryzowanych pomników przyrody figuruje pod numerem 473. Głaz leży w obrębie administracyjnym Dyrekcji Okręgowych Kolei Państwowych w Gdańsku, ale prawnie jest własnością Skarbu Państwa.                                                |         |

## Obiekty architektoniczne

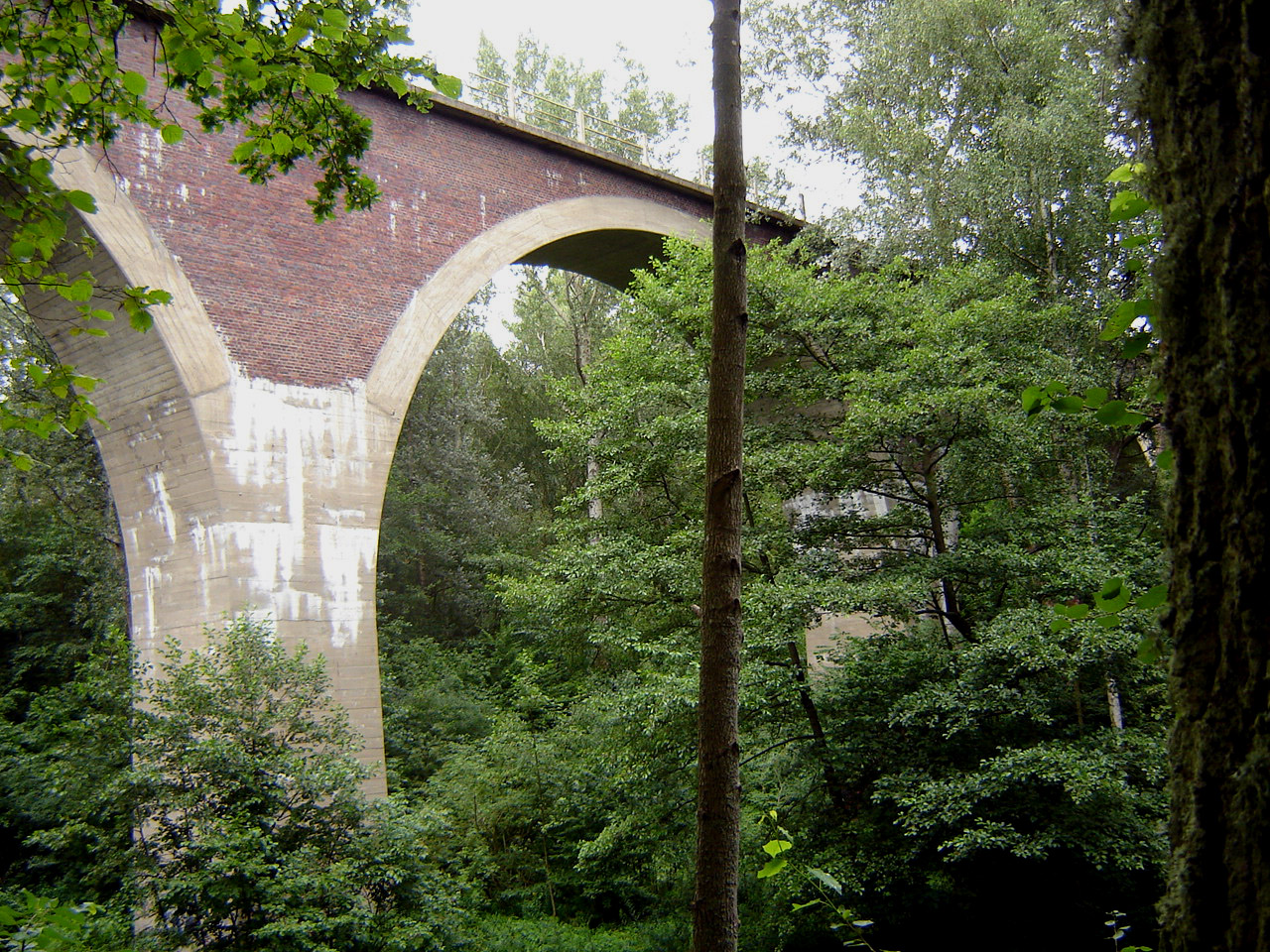
Most kolejowy w Leosi

Nad rzeką Wdą, w okolicach wsi Leosia znajduje się betonowo-ceglany most kolejowy o wysokości ok. 27 m oraz punkt widokowy.

## Rezerwaty przyrody na terenie parku
- Brzęki im. Zygmunta Czubińskiego
- Dury
- Jezioro Ciche
- Miedzno
- Jezioro Piaseczno

### Rezerwaty przyrody na obszarach mających według planu znaleźć się na terenie parku[8]
- Martwe
- Jezioro Łyse

## Zespoły przyrodniczo-krajobrazowe na terenie parku

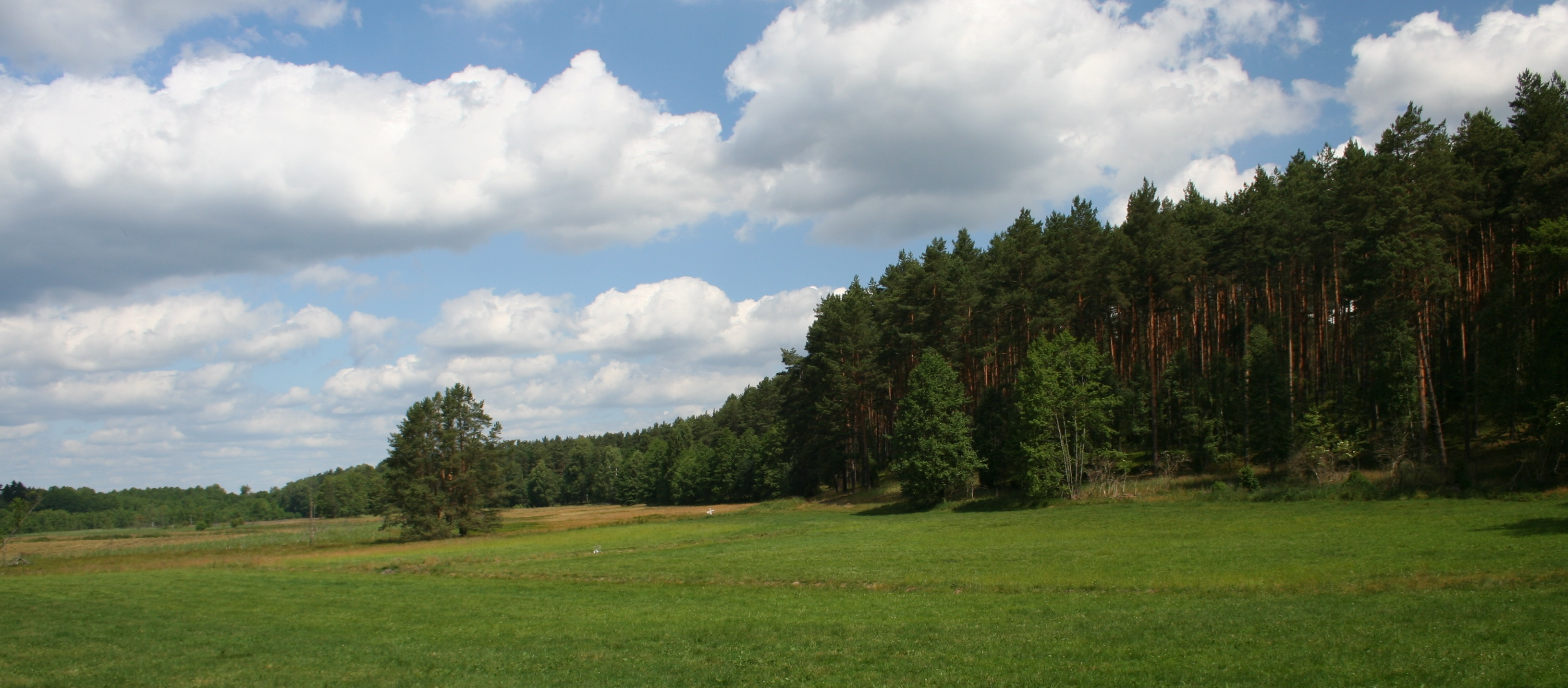
Dolina Rzeki Sobińska Struga

- Zespół przyrodniczo-krajobrazowy „Dolina Rzeki Ryszki”
- Zespół przyrodniczo-krajobrazowy „Dolina Rzeki Sobińska Struga”
- Zespół przyrodniczo-krajobrazowy „Rzeki Prusiny”

## Turystyka

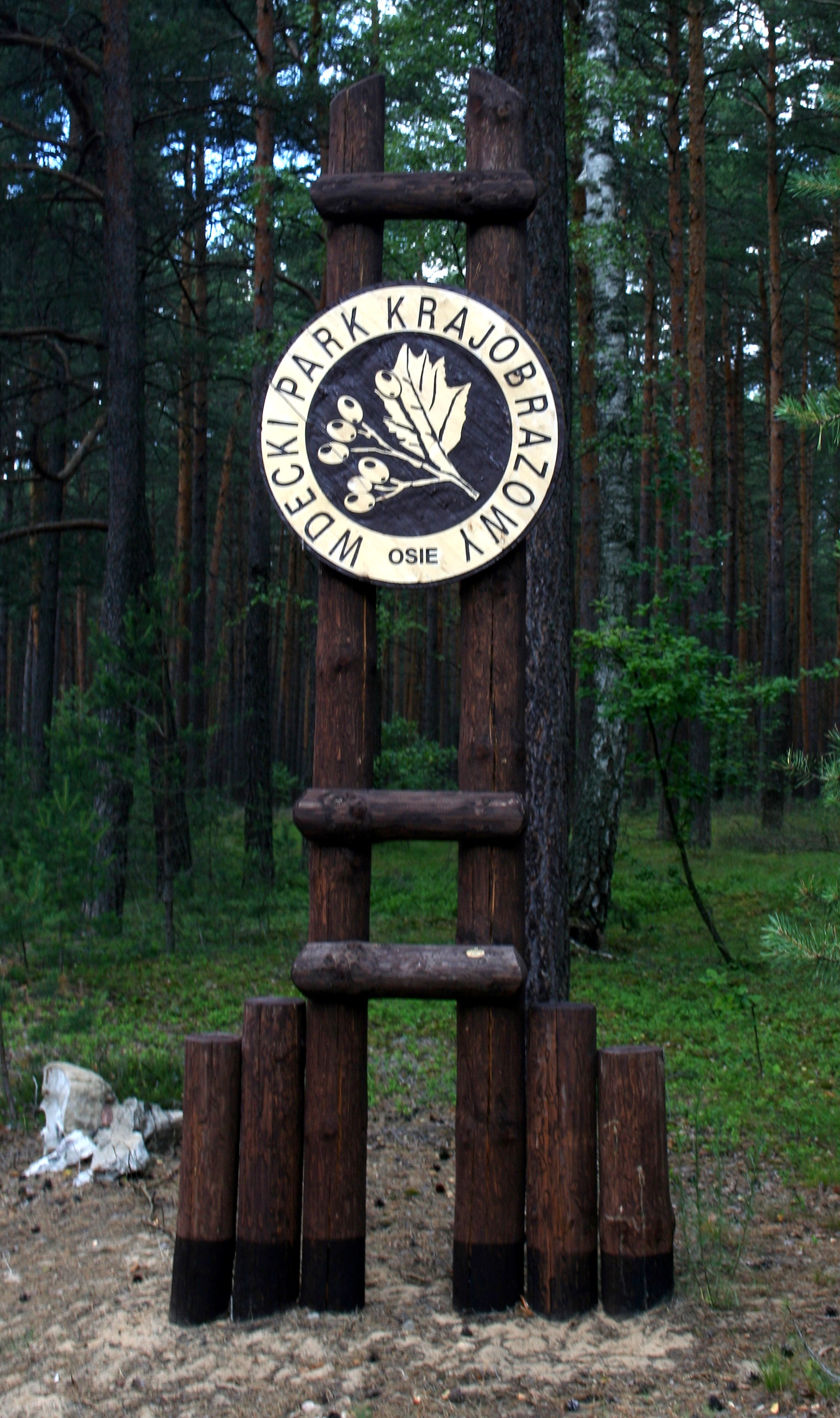
„Witacz” przy wjeździe na teren parku od strony wschodnie, przy DK238

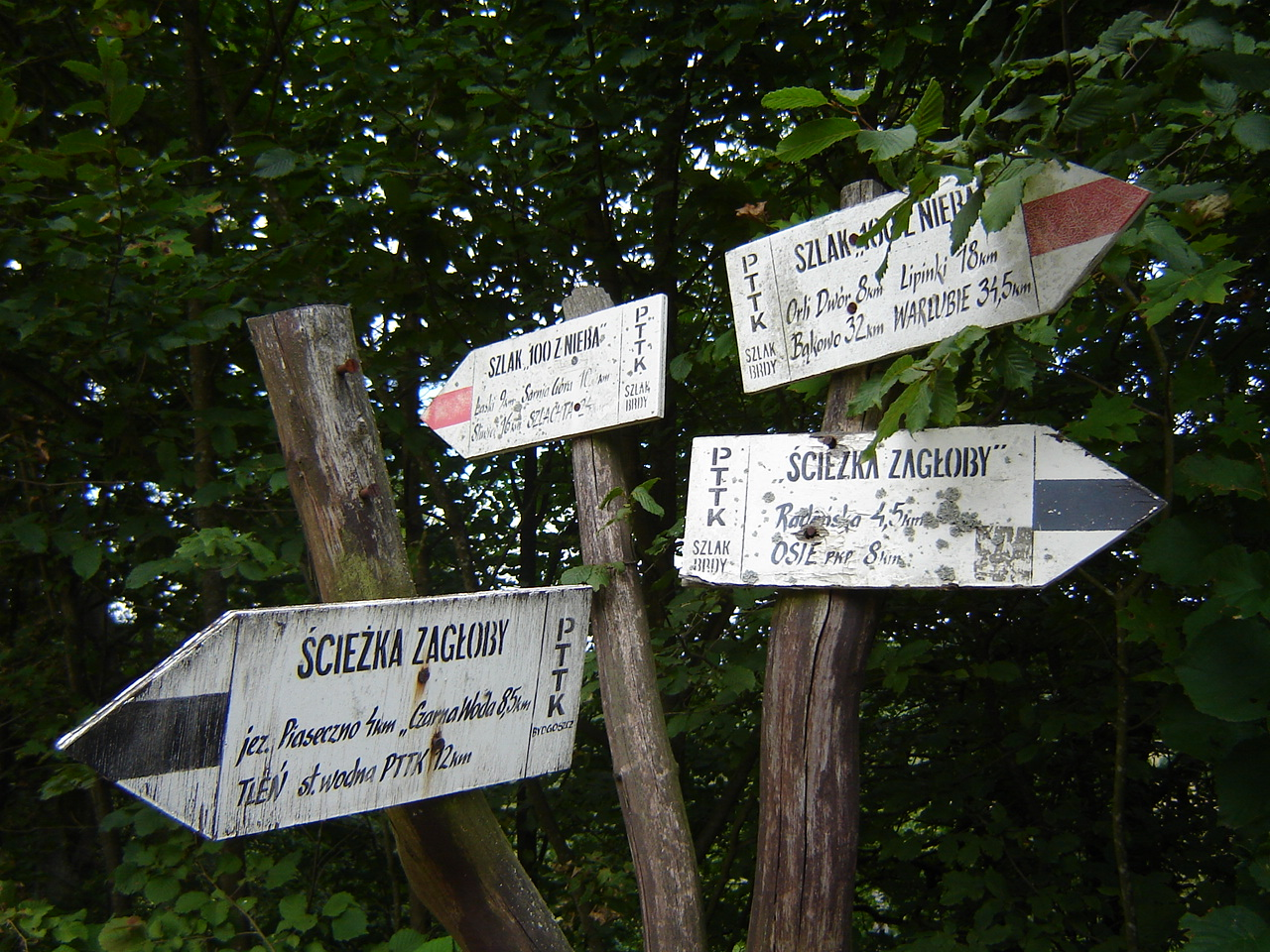
Skrzyżowanie szlaków turystycznych w Starej Rzece

Ze względu na obecność rzeki Wdy oraz licznych jezior, obszar Wdeckiego Parku Krajobrazowego jest rozwinięty turystycznie, najbardziej w zakresie turystyki wodnej. Poza tym, na terenie parku zostały wytyczone następujące szlaki piesze lub rowerowe:
1. „Stu z nieba”
  - długość: 58 km
  - przebieg: Warlubie – Lipinki – Borsukowo – Orli Dwór – Stara Rzeka – Zazdrość – Sarnia Góra – Śliwiczki – Szlachta
2. im. Z. Zyglera
  - długość: 18 km
  - przebieg: Tleń – Grzybek – Jezioro Wierzchy – Tleń
3. „Piętaszków”
  - długość: 4,5 km
  - przebieg: Tleń – Jezioro Wierzchy – Tleń
4. „Hoffmana”
  - długość: 39 km
  - przebieg: Błędno – Stara Rzeka – Tleń – Grzybek – Żur – Gródek – Leosia
5. „Wszędołazów”
  - długość: 30 km

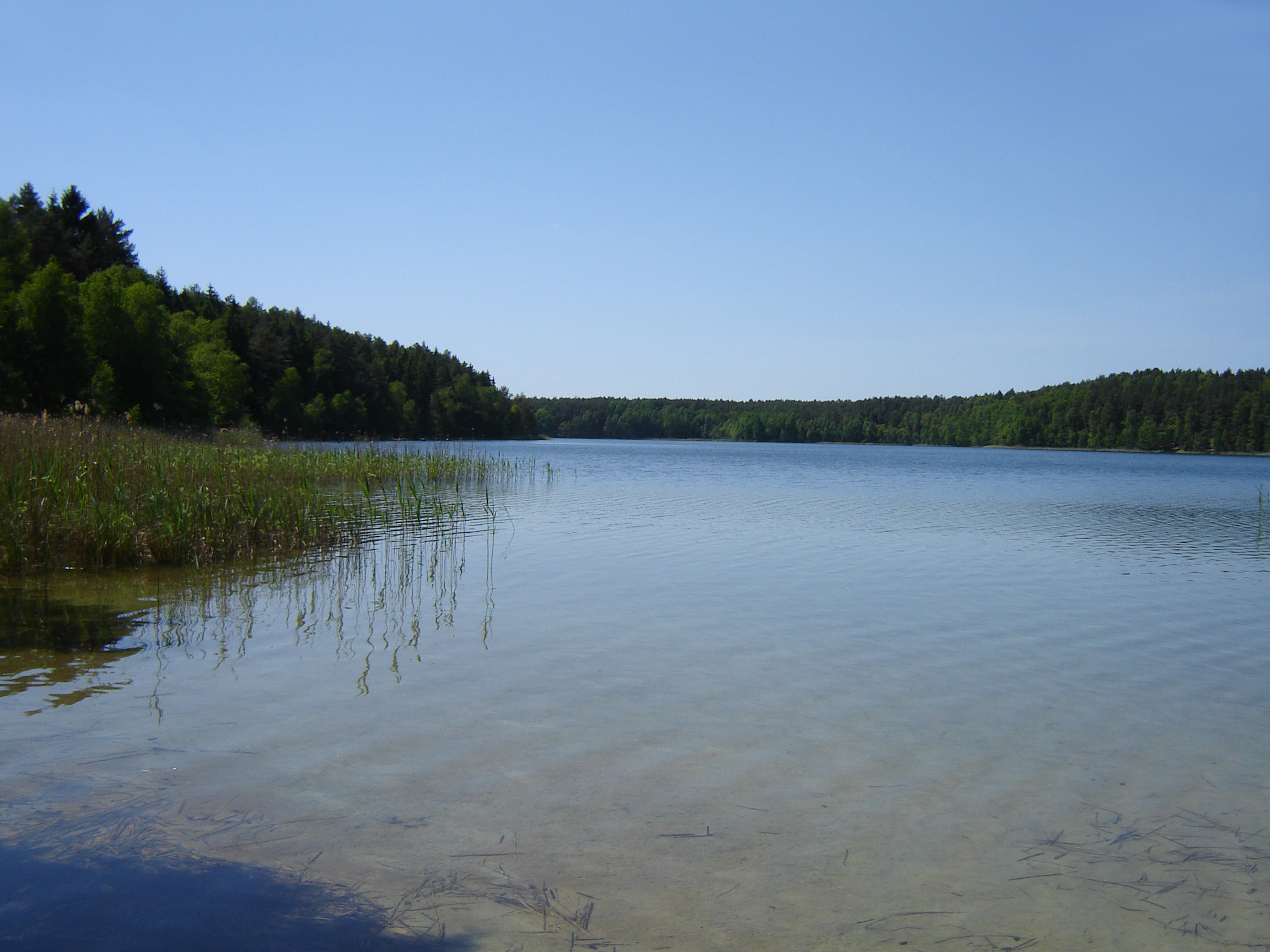
Jezioro Piaseczno

  - przebieg: Tleń – Wierzchy – Zdroje – Zielonka – Cekcyn
6. „Partyzantów Armii Krajowej”
  - długość: 100 km
  - przebieg: Stara Huta – Sobiny – Błędno – Brzeźno – Śliwiczki
7. „Harcerzy Światowida”
  - długość: 10,5 km
  - przebieg: Łążek – Czarna Woda – Stara Rzeka

1. „Cisów Staropolskich”
  - długość: 27 km
  - przebieg: Tleń – Wierzchy – Jakubowo – Mszano – Rezerwat Cisy Staropolskie im. L. Wyczółkowskiego
2. Szlak łącznikowy
  - długość: 4 km
  - przebieg: Osie –  szlak Z. Zyglera
3. „Ścieżynka Zagłoby”
  - długość: 20 km
  - przebieg: Tleń – Jezioro Piaseczno – Stara Rzeka – Radańska – Osie – Tleń